# فرودگاه شهری کاونسل بلافس
فرودگاه شهری کاونسل بلافس (به انگلیسی: Council Bluffs Municipal Airport) یک فرودگاه همگانی با کد یاتا CBF است که یک باند فرود بتن دارد و طول باند آن ۱۶۷۶ متر است. این فرودگاه در کشور ایالات متحده آمریکا قرار دارد و در ارتفاع ۳۸۲ متری از سطح دریا واقع شده‌است.